# Pyrrhorachis woodfordi
Pyrrhorachis woodfordi är en fjärilsart som beskrevs av Louis Beethoven Prout 1934. Pyrrhorachis woodfordi ingår i släktet Pyrrhorachis och familjen mätare. Inga underarter finns listade.